# Douradoa
Douradoa consimilis  es la única especie del género monotípico Douradoa perteneciente a la familia de las olacáceas. Es originaria de Brasil.

## Taxonomía
Douradoa consimilis fue descrita por Hermann Otto Sleumer y publicado en Flora Neotropica 38: 138, f. 19. 1984.